# دياني دوفريسن
دياني دوفريسن هي مغنية كندية، ولدت في 30 سبتمبر 1944 في مونتريال في كندا.

## وصلات خارجية
- الموقع الرسمي
- دياني دوفريسن على موقع IMDb (الإنجليزية)
- دياني دوفريسن على موقع ميوزك برينز (الإنجليزية)
- دياني دوفريسن على موقع أول ميوزيك (الإنجليزية)
- دياني دوفريسن على موقع ديسكوغز (الإنجليزية)
- دياني دوفريسن على موقع قاعدة بيانات الفيلم (الإنجليزية)